# ليوكترا
ليوكترا (Λεύκτρα) هي قرية في فويوتيا في مقاطعة كينتريكي إلادا في اليونان. وهي موقع معركة ليوكترا عام 371 ق م، وبها هزم أهل طيبة الإسبرطيين وأنهوا سيطرتهم على اليونان.